# Pompe Gabbioneta
Weir Gabbioneta (già Pompe Gabbioneta) è una società italiana che opera nel settore industriale, in particolare nella produzione di pompe centrifughe di processo (secondo la normativa API 610) per i settori Oil & Gas, petrolchimico e generazione di potenza.

## Storia
La Weir Gabbioneta srl, (W.G.) così come è nota oggi, in realtà nacque nel 1897 con la ragione sociale Pompe Gabbioneta sotto l’impulso dell’Ingegner Luigi Gabbioneta, conscio delle opportunità apertesi in quel determinato periodo che vide fiorire molte attività industriali. Lo stabilimento storico sorse nella prima periferia di Milano, a Sesto San Giovanni, zona già gremita d’impianti industriali e dotata di un collegamento ferroviario utile per il trasporto dei materiali. Nel 1905, ultimati i lavori d’insediamento, l’azienda fece della progettazione di pompe per acqua il suo core business, prestando servizio a imprese del settore agricolo, le quali utilizzavano queste pompe per l’irrigazione dei terreni e, negli acquedotti, per la distribuzione dell’acqua. Forte del suo know-how e della qualità dei suoi prodotti, l’azienda ampliò il suo mercato sia in termini di parco cliente, tra cui le Ferrovie dello Stato, sia in termini di gamma prodotti; infatti, si decise di annettere la produzione di pompe per il settore chimico. Dopo quasi tre decenni di successo e crescita, l’azienda subì, come d'altronde tutta l’economia italiana, il contraccolpo del secondo conflitto mondiale; tuttavia, la Gabbioneta sopravvisse e approfittò della ripresa economica del dopoguerra.
Durante gli anni sessanta, l’azienda implementò una strategia di crescita mediante riposizionamento competitivo. Appurata l’ormai poca profittabilità del mercato delle pompe per acqua, a questo punto saturo, si decise di produrre una nuova gamma di prodotti secondo le normative statunitensi API 610. In più, si creò una rete di vendita orientata verso i mercati internazionali. Come tutti i cambiamenti, lo sforzo richiesto riguardò non solo gli aspetti tecnici e tecnologici indispensabili per la produzione di una nuova gamma di prodotti ma anche l’aspetto umano, attraverso l’ampliamento delle conoscenze e delle competenze di tutto il personale.
Nel 2002, la Gabbioneta venne acquisita dal gruppo d’investimento Aksia per un importo di circa 30 milioni di euro, con l’intento di accrescerne il valore e, in seguito, ottenere un ampio ritorno per i propri investitori. Per fare ciò, la strategia di Aksia fu quella di fornire non solo capitali ma anche competenze imprenditoriali. La Gabbioneta sfruttò quest’opportunità accrescendo ancora una volta la sua gamma di prodotti insieme alla sua copertura geografica, puntando sulla ricerca e lo sviluppo e facendo della personalizzazione del prodotto e della soddisfazione del cliente la propria Mission. Nel 2004 diventò operativo lo stabilimento di Cinisello Balsamo, a due chilometri circa di distanza da quello di Sesto, prevalentemente utilizzato per il montaggio delle pompe. Questa scelta non era ottimale ma quasi obbligata giacché nel frattempo, intorno allo stabilimento di Sesto, si era venuto a creare un centro abitativo.
Nel settembre del 2005, l'azienda assunse la denominazione attuale in seguito alla cessione da parte di Aksia al gruppo industriale Scozzese Weir Group per un valore di circa 100 milioni di euro, con un ritorno pari a quasi 3.5 volte l’investimento iniziale. Oggi, con oltre 200 dipendenti, l’azienda si presenta come uno dei maggiori player nel settore delle pompe centrifughe non tanto in termini di dimensione quanto di qualità; in effetti, la Gabbioneta persegue l'obiettivo di diventare il migliore produttore al mondo di sistemi di pompaggio secondo le normative API 610.
In seguito ad un investimento milionario della proprietà, a settembre 2016 è stato inaugurato lo stabilimento integrato di Nova Milanese, nuovo headquarters che accorpa le funzioni della storica sede di Sesto San Giovanni e del centro produttivo di Cinisello Balsamo (entrambi dismessi).